# Haigerloch
Haigerloch är en stad i Zollernalbkreis i delstaten Baden-Württemberg i Tyskland. Kommunen består av ortsdelarna (tyska Ortsteile) Haigerloch, Bad Imnau, Bittelbronn, Gruol, Hart, Owingen, Stetten, Trillfingen och Weildorf. Folkmängden uppgår till cirka 11 000 invånare, på en yta av 76,44 kvadratkilometer.
Under andra världskriget byggde den tyska staten här en försöksreaktor inom ramen för sitt kärnkraftsprogram.

## Befolkningsutveckling
| Befolkningsutvecklingen i Haigerloch 1975–2015 | Befolkningsutvecklingen i Haigerloch 1975–2015 | Befolkningsutvecklingen i Haigerloch 1975–2015 | Befolkningsutvecklingen i Haigerloch 1975–2015 | Befolkningsutvecklingen i Haigerloch 1975–2015 |
| ---------------------------------------------- | ---------------------------------------------- | ---------------------------------------------- | ---------------------------------------------- | ---------------------------------------------- |
|                                                |                                                |                                                |                                                |                                                |
| År                                             |                                                |                                                | Folkmängd                                      | Areal (ha)                                     |
| 1975                                           | 1975                                           |                                                | 9 342                                          | 7 646                                          |
| 1980                                           | 1980                                           |                                                | 9 350                                          |                                                |
| 1985                                           | 1985                                           |                                                | 9 331                                          |                                                |
| 1990                                           | 1990                                           |                                                | 9 913                                          | 7 645                                          |
| 1995                                           | 1995                                           |                                                | 10 883                                         |                                                |
| 2000                                           | 2000                                           |                                                | 10 893                                         |                                                |
| 2005                                           | 2005                                           |                                                | 10 921                                         | 7 644                                          |
| 2010                                           | 2010                                           |                                                | 10 757                                         |                                                |
| 2015                                           | 2015                                           |                                                | 10 488                                         | 7 645                                          |
|                                                |                                                |                                                |                                                |                                                |